# Bard College
Bard College, 1860 als St. Stephen’s College gegründet, ist eine private Hochschule in Annandale-on-Hudson im US-amerikanischen Bundesstaat New York.

## Geschichte
Die Hochschule wurde 1860 von John (1819–1899) und Margaret Johnston Bard (1825–1875) in Zusammenarbeit mit der Episkopalkirche der Vereinigten Staaten von Amerika als St. Stephen’s College gegründet. John Bard war der Enkel des Arztes Samuel Bard, der die Medizinische Fakultät der Columbia University gegründet hatte. Der Onkel von John Bard war Rev. John McVickar, Professor an der Columbia University.
In den 1940er-Jahren war Bard College Zufluchtsort für Emigranten aus Europa, darunter Hannah Arendt, Stefan Hirsch, Felix Hirsch, Emil Hauser, Hans Marchand, Werner Wolff und Heinrich Blücher.
Das Bard College ist eine unabhängige, nicht-konfessionelle Hochschule. Sie bietet in 35 akademischen Programmen Bachelor of Arts-Abschlüsse (B. A.) an. Außerdem ist ein fünfjähriges wirtschaftswissenschaftliches B.S./B.A.-Studium in Economics und Finance möglich. In einem ebenfalls fünfjährigen Studienprogramm des Bard College Conservatory of Music können Studierende als Abschluss einen Bachelor of Music und einen B.A. in einem ergänzenden Fach erwerben.
Die Universität hat Ableger in mehreren Ländern, so unter anderem in Deutschland das Bard College Berlin.
Im Juni 2021 wurde das Bard College in Russland zur „unerwünschten Organisation“ erklärt.

## Zahlen zu den Studierenden und den Dozenten
Im Herbst 2020 waren 2.465 Studierende am Bard College eingeschrieben. Davon strebten 2.118 (85,9 %) ihren ersten Studienabschluss an, sie waren also undergraduates. Von diesen waren 57 % weiblich und 43 % männlich; 3 % bezeichneten sich als asiatisch, 11 % als schwarz/afroamerikanisch, 13 % als Hispanic/Latino, 46 % als weiß und weitere 13 % kamen aus dem Ausland. 347 (14,1 %) arbeiteten auf einen weiteren Abschluss hin, sie waren graduates. Es lehrten 319 Dozenten an der Universität, davon 193 in Vollzeit und 126 in Teilzeit.

## Lehrende und Absolventen

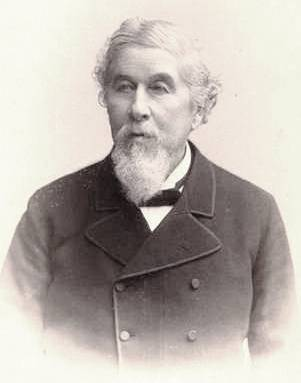
John Bard, Gründer des St. Stephen’s College

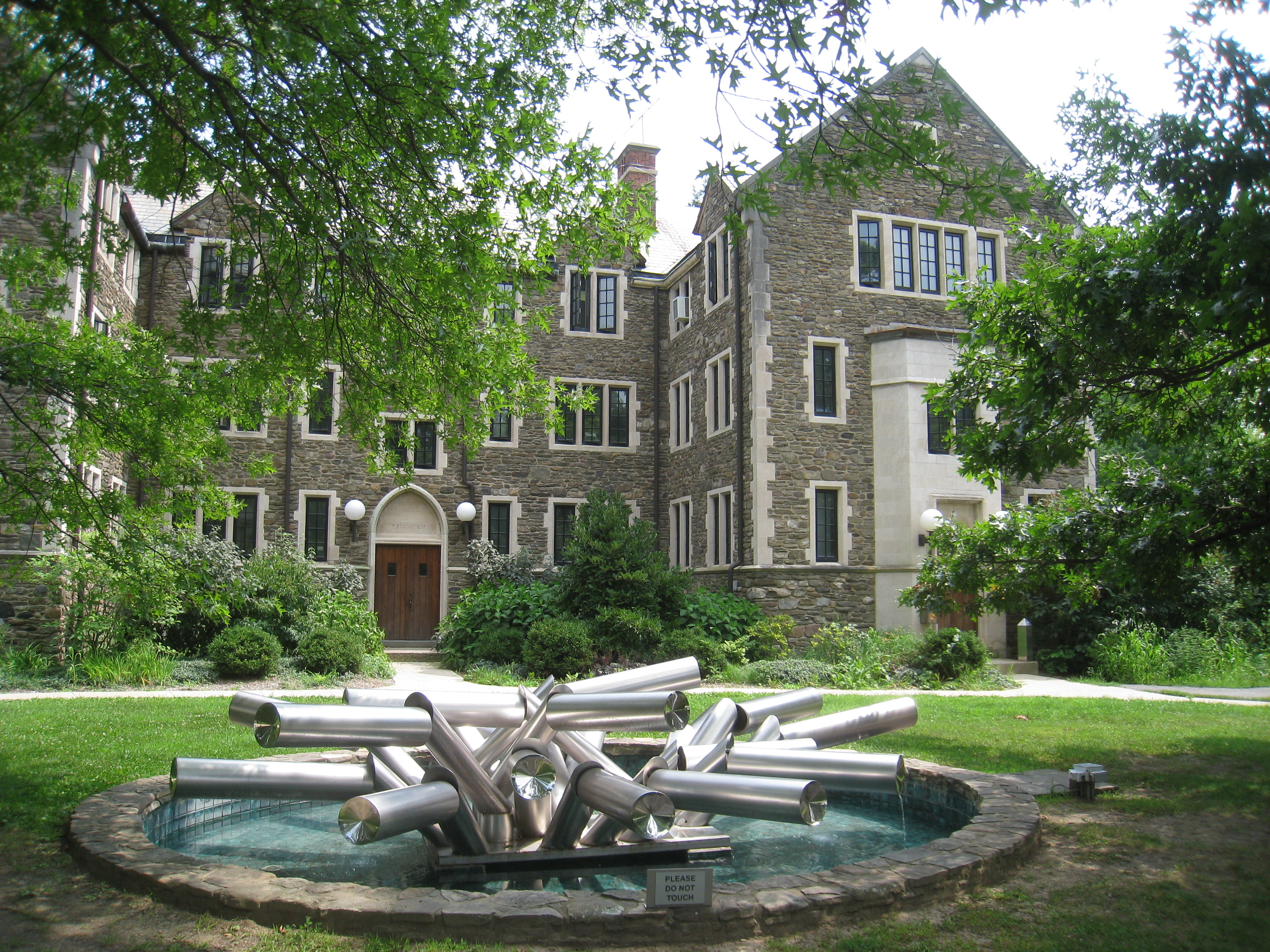
Warden’s Hall, Dienstzimmer der Professoren

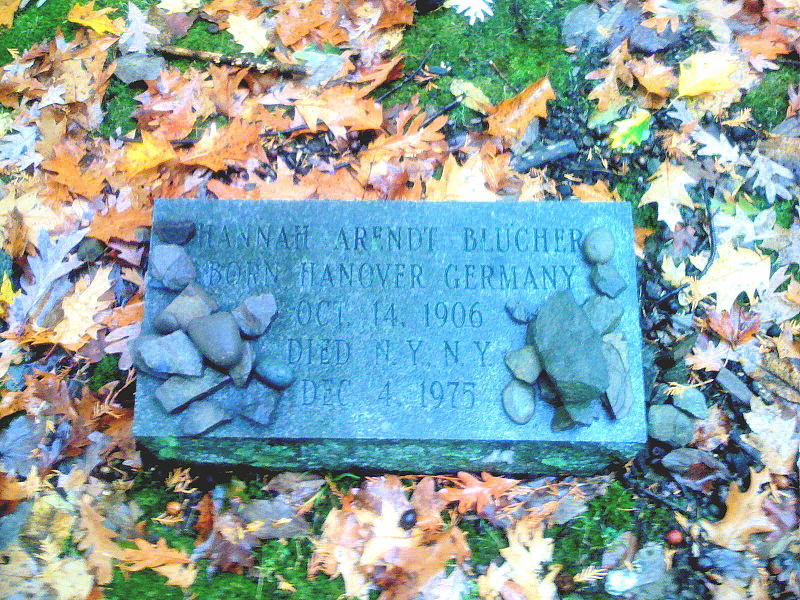
Grabstein von Hannah Arendt auf dem Friedhof des Colleges

| Lehrende - Peggy Ahwesh (* 1954), Videokünstlerin, ab 1990 Dozentin am Bard College - Richard Aldous - Diana Al-Hadid - Craig Anderson - John Ashbery - James Bagwell - Thurman Barker - Jonathan Brent - Franklin Bruno - Ian Buruma - Mary Caponegro - Caleb Carr - Bruce Chilton - Teju Cole - Mark Danner - Tim Davis - Jeremy Denk - John Esposito - Larry Fink - Elizabeth Frank - Kyle Gann - Christopher H. Gibbs - Jackie Goss - Peter Hutton - Bill T. Jones - Jessica Jones - Jeffrey Kahane - Ani Kavafian - Ida Kavafian - Felicia Keesing - Robert Kelly - Verlyn Klinkenborg - David Krakauer - Condliffe Lagemann - Ann Lauterbach - An-My Lê - Gideon Lester - Erica Lindsay - Norman Manea - Walter Russell Mead - Edie Meidav - Daniel Mendelsohn - Bradford Morrow - Ulrike Müller - Salahuddin Mustafa Muhammad - Jacob Neusner - Judy Pfaff - Francine Prose - Kelly Reichardt - Jennifer Ringo - James Romm - Luc Sante - Peter Serkin - Stephen Shore - Amy Sillman - Mona Simpson - Michael Specter - Richard Teitelbaum - Michael Tibbetts - Joan Tower - George Tsontakis - Dawn Upshaw - Lawrence Weschler | Ehemalige - Chinua Achebe - André Aciman - JoAnne Akalaitis - Artine Artinian - Alfred Jules Ayer - Emily Barton - Saul Bellow - Heinrich Blücher - Benjamin Boretz - James Clarke Chace - Paul de Man - Jacob Druckman - Ralph Ellison - Donald Finkel - Harvey Fite - Heinz Insu Fenkl - William Gaddis - Leah Gilliam - Karen Greenberg - Daron Hagen - Anthony Hecht - Bob Holman - William Humphrey - Mat Johnson - Joel Kovel - Harvey J. Levin - Roy Lichtenstein - Ken Lum - Mary McCarthy - Allan McCollum - Adolfas Mekas - Franco Modigliani - Toni Morrison - Vik Muniz - Elizabeth Murray - Albert Jay Nock - Arthur Penn - Paul Ramirez Jonas - Orhan Pamuk - David Rieff - Roswell Rudd - Mary Lee Settle - Isaac Bashevis Singer - Wadada Leo Smith - Wilhelm Sollmann - Joseph Somers - William Weaver - Ted Weiss - Werner Wolff - Elie Yarden | Absolventen - Ashim Ahluwalia - Walter Becker - Sadie Benning - Ran Blake - Phyllis Chesler - Chris Claremont - Blythe Danner - Carl Davis - Eliza Douglas - Donald Fagen - Lola Glaudini - Ken Grimwood - Christopher Guest - Larry Hagman - Todd Haynes - Anthony Hecht - Peter Hobbs - Gaby Hoffmann - Howard Koch - Jeanne Lee - Rhoda Levine - Ellen Parker - Zeena Parkins - Daniel Pinkwater - Herb Ritts - Jonathan Rosenbaum - Eric Schaeffer - Elliott Sharp - Richard M. Sherman - Robert B. Sherman - Amy Sillman - Peter Stone - Matt Taibbi - Michael Tolkin - John Yau |